# Paratisiphone lutea
Paratisiphone lutea är en fjärilsart som beskrevs av Engbert Jan Nieuwenhuis och Francis Gard Howarth 1969. Paratisiphone lutea ingår i släktet Paratisiphone och familjen praktfjärilar. Inga underarter finns listade i Catalogue of Life.